# Sofia Maria d'Assia-Darmstadt
Sofia Maria d'Assia-Darmstadt (Darmstadt, 7 maggio 1661 – Gotha, 22 agosto 1712) fu una nobile dell'Assia-Darmstadt e duchessa consorte di Sassonia-Eisenberg.

## Biografia
Era figlia di Luigi VI d'Assia-Darmstadt, langravio d'Assia-Darmstadt dal 1661 al 1678, e della prima moglie Maria Elisabetta di Holstein-Gottorp.
Venne data in sposa a Cristiano di Sassonia-Eisenberg, figlio del duca Ernesto di Sassonia-Gotha e vedovo nel 1679 di Cristina di Sassonia-Merseburg, che gli aveva dato una figlia
Alla morte del padre, avvenuta a Gotha il 26 marzo 1675, Cristiano si era spartito con i fratelli i domini paterni divenendo duca di Sassonia-Eisenberg, titolo che avrebbe eventualmente trasmesso ai propri discendenti.
Il matrimonio venne celebrato a Darmstadt il 9 febbraio 1681 e conferì a Sofia Maria il titolo di duchessa di Sassonia-Eisenberg, che ebbe fino alla morte del marito avvenuta a Eisenberg il 28 aprile 1707.
Per poter continuare la linea dei Wettin governanti la Sassonia-Eisenberg da lui creata, era quindi di vitale importanza per Cristiano che Sofia Maria desse alla luce almeno un figlio maschio, compito che alla prima moglie non era riuscito.
Anche Sofia Maria però fallì nell'intento non riuscendo a generare alcun erede e ciò decretò l'estinzione del ramo. Tra i fratelli del defunto ed i suoi eredi s'aprì allora una disputa sul ducato.
Sofia Maria venne descritta come una casalinga molto laboriosa, con una particolare predilezione per la filatura. Travestita da donna comune, era solita rifornire i commercianti locali con lana e filati.

## Ascendenza
|                                         |                                         |                                              | Genitori                                       |  |  | Nonni |  |  | Bisnonni                     |  |  | Trisnonni                       |  |
|                                         |                                         |                                              |                                                |  |  |       |  |  | 8. Luigi V d'Assia-Darmstadt |  |  | 16. Giorgio I d'Assia-Darmstadt |  |
|                                         |                                         |                                              |                                                |  |  |       |  |  | 8. Luigi V d'Assia-Darmstadt |  |  | 16. Giorgio I d'Assia-Darmstadt |  |
|                                         |                                         | 17. Maddalena di Lippe                       |                                                |  |  |       |  |  | 8. Luigi V d'Assia-Darmstadt |  |  |                                 |  |
| 4. Giorgio II d'Assia-Darmstadt         |                                         |                                              |                                                |  |  |       |  |  | 8. Luigi V d'Assia-Darmstadt |  |  |                                 |  |
|                                         |                                         | 9. Maddalena di Brandeburgo                  | 18. Giovanni Giorgio di Brandeburgo            |  |  |       |  |  |                              |  |  |                                 |  |
|                                         |                                         | 9. Maddalena di Brandeburgo                  | 18. Giovanni Giorgio di Brandeburgo            |  |  |       |  |  |                              |  |  |                                 |  |
|                                         |                                         | 9. Maddalena di Brandeburgo                  | 19. Elisabetta di Anhalt-Zerbst                |  |  |       |  |  |                              |  |  |                                 |  |
| 2. Luigi VI d'Assia-Darmstadt           |                                         | 9. Maddalena di Brandeburgo                  |                                                |  |  |       |  |  |                              |  |  |                                 |  |
|                                         |                                         | 10. Giovanni Giorgio I di Sassonia           | 20. Cristiano I di Sassonia                    |  |  |       |  |  |                              |  |  |                                 |  |
|                                         |                                         | 10. Giovanni Giorgio I di Sassonia           | 20. Cristiano I di Sassonia                    |  |  |       |  |  |                              |  |  |                                 |  |
|                                         |                                         | 10. Giovanni Giorgio I di Sassonia           | 21. Sofia di Brandeburgo                       |  |  |       |  |  |                              |  |  |                                 |  |
| 5. Sofia Eleonora di Sassonia           |                                         | 10. Giovanni Giorgio I di Sassonia           |                                                |  |  |       |  |  |                              |  |  |                                 |  |
|                                         |                                         | 11. Maddalena Sibilla di Hohenzollern        | 22. Alberto Federico di Prussia                |  |  |       |  |  |                              |  |  |                                 |  |
|                                         |                                         | 11. Maddalena Sibilla di Hohenzollern        | 22. Alberto Federico di Prussia                |  |  |       |  |  |                              |  |  |                                 |  |
|                                         |                                         | 11. Maddalena Sibilla di Hohenzollern        | 23. Maria Eleonora di Jülich-Kleve-Berg        |  |  |       |  |  |                              |  |  |                                 |  |
| 1. Sofia Maria d'Assia-Darmstadt        |                                         | 11. Maddalena Sibilla di Hohenzollern        |                                                |  |  |       |  |  |                              |  |  |                                 |  |
|                                         | 12. Giovanni Adolfo di Holstein-Gottorp | 24. Adolfo di Holstein-Gottorp               |                                                |  |  |       |  |  |                              |  |  |                                 |  |
|                                         | 12. Giovanni Adolfo di Holstein-Gottorp | 24. Adolfo di Holstein-Gottorp               |                                                |  |  |       |  |  |                              |  |  |                                 |  |
|                                         | 12. Giovanni Adolfo di Holstein-Gottorp | 25. Cristina d'Assia                         |                                                |  |  |       |  |  |                              |  |  |                                 |  |
| 6. Federico III di Holstein-Gottorp     | 12. Giovanni Adolfo di Holstein-Gottorp |                                              |                                                |  |  |       |  |  |                              |  |  |                                 |  |
|                                         |                                         | 13. Augusta di Danimarca                     | 26. Federico II di Danimarca                   |  |  |       |  |  |                              |  |  |                                 |  |
|                                         |                                         | 13. Augusta di Danimarca                     | 26. Federico II di Danimarca                   |  |  |       |  |  |                              |  |  |                                 |  |
|                                         |                                         | 13. Augusta di Danimarca                     | 27. Sofia di Meclemburgo-Güstrow               |  |  |       |  |  |                              |  |  |                                 |  |
| 3. Maria Elisabetta di Holstein-Gottorp |                                         | 13. Augusta di Danimarca                     |                                                |  |  |       |  |  |                              |  |  |                                 |  |
|                                         |                                         | 14. Giovanni Giorgio I di Sassonia (= 10)    | 28. Cristiano I di Sassonia (= 20)             |  |  |       |  |  |                              |  |  |                                 |  |
|                                         |                                         | 14. Giovanni Giorgio I di Sassonia (= 10)    | 28. Cristiano I di Sassonia (= 20)             |  |  |       |  |  |                              |  |  |                                 |  |
|                                         |                                         | 14. Giovanni Giorgio I di Sassonia (= 10)    | 29. Sofia di Brandeburgo (= 21)                |  |  |       |  |  |                              |  |  |                                 |  |
| 7. Maria Elisabetta di Sassonia         |                                         | 14. Giovanni Giorgio I di Sassonia (= 10)    |                                                |  |  |       |  |  |                              |  |  |                                 |  |
|                                         |                                         | 15. Maddalena Sibilla di Hohenzollern (= 11) | 30. Alberto Federico di Prussia (= 22)         |  |  |       |  |  |                              |  |  |                                 |  |
|                                         |                                         | 15. Maddalena Sibilla di Hohenzollern (= 11) | 30. Alberto Federico di Prussia (= 22)         |  |  |       |  |  |                              |  |  |                                 |  |
|                                         |                                         | 15. Maddalena Sibilla di Hohenzollern (= 11) | 31. Maria Eleonora di Jülich-Kleve-Berg (= 23) |  |  |       |  |  |                              |  |  |                                 |  |
|                                         |                                         | 15. Maddalena Sibilla di Hohenzollern (= 11) |                                                |  |  |       |  |  |                              |  |  |                                 |  |